# 维克托·穆勒
維克托·穆勒（荷蘭語：Victor R. Muller, 1959年9月13日—）是一位荷蘭商人。他是世爵汽车的創始人兼首席執行長。

## 生平
在荷蘭萊頓大學攻讀法律。1984年畢業後，在貝克麥肯思國際律師事務所位於阿姆斯特丹的辦公室上班。1989年。他進入位於荷蘭萊頓的Heerema境外公司的管理團隊，在收購案中他獲得Wijsmuller救難拖吊公司的部份所有權。在1992年起，Muller的幾家公司，如Emergo Mode Groep (Emergo Fashion Group)於阿姆斯特丹證券交易所上市。
維克托·穆勒和馬爾滕·德·布魯金（Maarten de Bruijn）於2000年成立荷蘭世爵汽車公司。穆勒成為世爵的首席執行長，直到2007年5月16日交棒給米歇尔·摩尔（Michiel Mol）。而穆勒繼續留在世爵並擔任設計總監一職。但在同一年因為世爵與世爵F1车队分裂，又回到首席執行長的位子。
在Saab前首席執行長Jan-Åke Jonsson辭職退休後，維克托·穆勒目前身兼世爵董事會主席，以及世爵與Saab汽車公司的CEO職務。

## 外部連結
- Muller at FEM business & finance （荷兰文）